# Ka-діапазон (інфрачервоний)
Ka-діапазон (від англ. K-above band) — смуга в ближньому інфрачервоному діапазоні з серединою близько 2,2 мкм (136 THz), в якій земна атмосфера прозоріша, ніж на сусідніх ділянках.
Для спостережень у цьому діапазоні найпридатніші інфрачервоні детектори на ртутно-кадмієвих телуридах (HgxCd1−xTe), і зазвичай застосовують саме їх.